# Lieutenant Jones

Lieutenant Jones est un film muet américain réalisé par Lem B. Parker et sorti en 1913.

## Fiche technique
- Réalisation : Lem B. Parker
- Scénario : F. Sample
- Date de sortie : États-Unis : 13 mai 1913

## Distribution
- Harold Lockwood : Lieutenant Jones
- Kathlyn Williams
- Al Ernest Garcia
- Eugenie Besserer
- James Robert Chandler
- Al W. Filson